# Корпоративные средства массовой информации
Корпоративные средства массовой информации — периодические печатные издания, радио-, теле-, видеопрограммы, интернет-сайты, интернет-порталы или иная форма периодического распространения социальной информации, служащая интересам определённой компании и выпускаемая по её инициативе.
Чаще всего корпоративные СМИ не содержат информации о других субъектах бизнеса, за исключением отраслевых изданий, которые выпускаются на средства одной или нескольких компаний и содержат информацию, значимую для всех профильных организаций отрасли.
Корпоративные периодические печатные издания могут выпускаться как самой компанией, заинтересованной в их выпуске, так и с привлечением сторонних организаций, специализирующихся на издательском аутсорсинге.

## Границы понятия «корпоративные СМИ»
Границы понятия корпоративных СМИ в настоящее время являются предметом полемики в теории журналистики. Камнем преткновения является толкование термина «корпорация». Одни исследователи признают корпоративными только издания коммерческих организаций, то есть фирм, другие включают в понятие так же издания некоммерческих организаций: общественных объединений, учебных заведений, религиозных общин и т. д. Кроме того, ряд исследователей медиа (Д.А. Мурзин, Ю.В. Чемякин, А.В. Вырковский, В.Н. Тищенко) задавались вопросом можно ли считать корпоративную прессу деловой и каковы ее отличия от отраслевой и узкоспециализированной прессы.
Исследователь корпоративного сегмента прессы Д.А. Мурзин склонялся к тому, что корпоративный тип прессы является деловым, так как оба типа прессы имеют общую социальную функцию – обеспечение бизнес-коммуникации. Позднее Ю.В. Чемякин проводил соотношение понятий деловой и корпоративной прессы и пришел к выводу о необходимости их разграничения. А В. Тищенко стала относить узкоспециализированные издания к деловому сегменту. По ее мнению, деловое издание должно «предоставлять полезную информацию для принятия решений, направленных на получение материальной выгоды или повышение социального или профессионального статуса читателя», и узкоспециализированные медиа в полной мере отвечают данному запросу.
Исследователи высказывали различные мнения, однако в 2019 году была опубликована работа исследователя У.В. Виноградовой, в которой содержится однозначное решение противоречий в типологиях деловой и корпоративной прессы и предложена классификация, учитывающая современную эволюцию и появление новых типов деловых медиа. В новую классификацию деловых медиа стали входить и корпоративные, и отраслевые СМИ.
Следуя логике экономической теории, У.Е. Виноградова развила универсальную дефиницию «деловых медиа»: деловые медиа – это источники деловой информации, в создании и/или потреблении которой участвуют экономические агенты.
Исходя из данного определения стало понятно, что деловая информация создается экономическими агентами как для корпоративных, так и для отраслевых медиа, поэтому при построении новой классификации деловых медиа отраслевая и корпоративная пресса была объединена исследователем одной структурой. Таким образом, давнее противоречие разрешилось, а новая классификация деловых медиа была принята научным сообществом и признана универсальной.

### Отношение корпоративных и ведомственных СМИ
Целый ряд профессиональных медиаисследователей (Ринат Резванов (РАНХиГС), Алла Горчева (МГУ), Юрий Чемякин (УрФУ) и др.) предлагают исходить из принципа неразделённости корпоративных и ведомственных медиа, где вторые являются структурной компонентой первых.
По мнению заместителя директора Центра современного медиаменеджмента РАНХиГС Рината Резванова, ведомственные издания — разновидность корпоративных медиа. Некоторые исследователи предпринимают попытки типологически разделить или даже противопоставить друг другу эти массивы периодики. В качестве главного аргумента приводится тот, что ведомственная пресса оплачивается из государственного или муниципального бюджета, тогда как корпоративная — из средств предприятия (крупной корпорации).
Однако, как утверждает Ринат Резванов, вряд ли это меняет суть редакционных и издательских процессов. Попытки типологического разделения корпоративных и ведомственных медиа представляются скорее искусственными, поскольку совершенно неясными выглядят тогда различия в издательской практике, в постановке концептуальных целей и задач, и наконец — в аудиторных подходах.
На это указывает значительная часть исследователей проблем средств массовой информации, по их мнению, ведомственная пресса живёт и развивается по тем же законам, что и пресса бизнес-структур.
Так, Юрий Чемякин (факультет журналистики УрФУ) указывает, что благодаря названию, корпоративную прессу традиционно изучают исключительно в рамках издательских проектов коммерческих организаций. Однако сегодня назрела необходимость расширения исследовательского пространства. Чтобы выйти за пределы возникшей дилеммы, автор предлагает компромисс в трактовке понятия корпоративных изданий. В узком значении — это проекты деловых, коммерческих организаций, а в широком — с добавлением к нему некоммерческого, публичного сектора. Доцент факультета журналистики МГУ им. М. В. Ломоносова Алла Горчева предлагает включить в структуру корпоративных изданий бывшие многотиражки и издания госучреждений. Это мнение поддерживает и исследователь корпоративных медиа Борис Играев в статье «Корпоративные издания: типологические и профильные особенности».

## Типология корпоративных СМИ
Существует несколько способов типологизации корпоративных средств массовой информации:
1. По способам и каналам распространения корпоративные СМИ делятся на печатные и электронные. К печатным относятся корпоративная газета, корпоративный журнал, корпоративный бюллетень, корпоративный каталог, информационная доска, информационный лист.[13] К электронным относятся радиопрограммы, корпоративное телевидение и сетевые (интернет-ресурсы). К ним относятся сайт компании, электронные версии газеты, радио, телевидения[14].
2. По типу целевой аудитории корпоративные СМИ делятся на 4 вида. Это издания для сотрудников (business-to-personnel), издания для клиентов (B2C), издания для деловых партнеров (Business-to-business), издания для профессионалов (Business-to-professional)[13].
3. По типу финансирования корпоративные СМИ могут быть разделены на следующие основные категории: 1) полностью дотируемые (за счет учредителя), 2) частично самоокупаемые, 3) самоокупаемые, 4) приносящие прибыль. Большинство современных корпоративных СМИ России относятся к первой категории. Некоторые издания (прежде всего, СМИ крупных корпораций, предприятий, такие, как газета «Верх-Исетский рабочий») часть средств зарабатывают сами — в основном, за счет привлечения рекламы, а также (иногда) за счет реализации тиража. Полностью самоокупаемых корпоративных СМИ и изданий, приносящих прибыль, в нашей стране пока все же крайне мало.[14]
4. По степени самостоятельности при подготовке и выпуске корпоративные СМИ можно разделить на три основные категории: 1) издающиеся собственными силами компании (сотрудниками данного предприятия), 2) издающиеся с помощью дочерних фирм, 3) издающиеся на аутсорсинге.

Безусловно, в общей типологии отечественной корпоративной периодики встречается довольно многочисленный массив изданий с размытым аудиторным портретом и контентом невысокого качества. Как правило, это проекты, выстраиваемые по модели «general interest» («общего интереса») и стремящиеся к недифференцированному распространению. Но это «уходящий» тип корпоративных изданий, пытающийся устоять на совершенно различных информационных запросах потребителей.
Теоретик корпоративной прессы Дмитрий Мурзин настаивает, что подобные медиа замкнуты на своей весьма переменчивой и крайне ресурсозатратной вторичной аудитории. Мировая практика выстроена на кейсах корпоративных изданий, ведущих тщательную работу «с ядром читательской аудитории, которая становится гарантом экономической устойчивости для любого издательского проекта».
Так, группа Deutsche Bank имеет пять издательских проектов, ориентированных на розничную клиентуру (массовый сегмент), партнёров и крупных клиентов (business-to-business), инвесторов и акционеров (в рамках Investor Relations) и сотрудников самой компании (внутрикорпоративные коммуникации).

## Функции корпоративных СМИ
Функции тех или иных корпоративных СМИ зависят от множества факторов. Одним из основных является аудитория: функции внутрикорпоративных СМИ (изданий для сотрудников) будут значительно отличаться от функций корпоративных СМИ с внешней целевой аудиторией. Можно выделить следующие основные функции внутрикорпоративных СМИ:
1. Идеологическая (функция формирования корпоративной культуры). Речь идет о «внедрении» в сознание работников определённых ценностей, стандартов, моделей поведения. Через корпоративные СМИ идет работа по формированию лояльности сотрудников.
2. Информационно-коммуникативная. Для нормального функционирования любого предприятия жизненно необходимо, чтобы его руководство владело исчерпывающей информацией о развитии производства, о реальных проблемах — производственных, социальных и иных, о настроениях среди работников и т. д. Работникам так же необходимо владеть достоверной информацией о положении дел на предприятии, о действиях и планах руководства, о ситуации на рынке. Особо важное значение оперативная, достоверная информация приобретает в периоды серьёзной реструктуризации производства, смены собственника и другие переходные периоды. Важнейшую роль в распространении информации на крупном или среднем предприятии играют свои корпоративные СМИ.
3. Интеграционная. Обмен информацией, мнениями с помощью корпоративных СМИ способствует созданию атмосферы единства и сплоченности в коллективе. Особую значимость интеграционная функция приобретает для СМИ крупных компаний, особенно тех, чьи подразделения находятся на большом удалении друг от друга. Например, газета «Вестник РУСАЛа» способствует формированию чувства единства и сплоченности в 60-тысячном коллективе компании «РУСАЛ», чьи представительства, дочерние предприятия и организации разбросаны в нескольких странах. (недоступная ссылка)
4. Образовательная (просветительская). Корпоративное СМИ может быть важным средством повышения уровня профессиональных знаний сотрудников компании.

Функции корпоративных СМИ для внешней целевой аудитории:
1. Коммерческая. Эффективность издания для внешней общественности может определяться на основании того, насколько успешно ему удается привлекать новых и удерживать имеющихся клиентов и бизнес-партнеров компании.
2. Имиджевая. В изданиях для внешней общественности эта функция приобретает важное значение. От того, какой имидж компании сформируется в глазах читателей, во многом зависит, обратятся они к её услугам или нет.
3. Интеграционная. Практически все корпоративные СМИ для внешней аудитории, так или иначе, стремятся объединить вокруг себя — клиентов, деловых партнеров своих компаний, аналитиков фондового рынка, инвесторов и т. д. Задача корпоративных СМИ — сделать так, чтобы их именно их компании (и предлагаемые ими продукты, услуги) были в центре внимания.
4. Информационно-коммуникативная.[16]

## Рынок корпоративных СМИ в России
Годовой оборот рынка корпоративных средств массовой информации в современной России оценивается экспертами приблизительно в 1 миллиард долларов.  (недоступная ссылка)
Сообщество внутренних коммуникаторов «INSIDE PR» провело первое с 2006 года масштабное исследование рынка корпоративных СМИ России.
В 2010 году, по данным INSIDE PR, среди корпоративных изданий существенно возросла доля журналов (на 20,1 %), увеличился объём среднего издания — до 20 полос, а средняя периодичность выхода поднялась до 12,7 выходов в год, при среднем тираже 3308 экз. издания. При этом издания, стали выходить регулярнее, а их средний тираж существенно вырос. Абсолютное большинство изданий выходит в цветном исполнении, а форматы изданий (а3 и а4) представлены одинаково часто — по 44 %. 91 % компаний имеют несколько каналов информирования. Наиболее популярными «вторым» каналом информирования сотрудников является Интернет — сайт (47 %) и электронные рассылки (21 %). Среди маргинальных каналов информирования были названы: блоги, радио, видео, новостные бюллетени, листовки. В целом, их доля возросла, и составила 15 % ответов.

### Положение ведомственных (корпоративных) СМИ в России
По данным внутреннего исследования, проведённого Центром современного медиаменеджмента РАНХиГС при Президенте РФ в августе-сентябре 2015 года, ежемесячно аппаратами органов власти в России выпускается не менее 800 тыс. печатных копий изданий.
Подсчёт основывался на данных, приведённых самими министерствами и подведомственными структурами (агентствами и службами) на своих официальных порталах, что позволяет говорить лишь о самой скромной оценке ситуации. Сведения о выпускаемых ведомствами газетах и журналах не являются обязательными для публикации, и это мешает представить полную картину состояния дел в издательской практике правительственных учреждений. Но даже выявленная относительная цифра говорит о значимости этого вида печатной периодики для федеральных органов исполнительной власти.
Между тем, корпоративные издания в госсекторе являются прежде всего важным каналом внутренних коммуникаций. Конечно, отдельные органы власти располагают значительными возможностями проведения собственной информационной политики. Так, помимо печатных изданий, «большая министерская тройка»: МВД, МЧС и Минобороны — располагает ещё и ТВ-каналом, ведет видеотрансляции, содержит радио, а также интернет- и интранет-порталы. Но для внутренних коммуникаций в первую очередь используются издательские проекты. К слову, на уже упомянутую «большую тройку» приходится около 80 % от всего объёма выпускаемой внутрикорпоративной прессы министерств и ведомств.